# Mike McCarron
Michael Thomas McCarron, detto Mike (New York, 2 marzo 1922 – 2 ottobre 1991), è stato un cestista statunitense, professionista nella ABL, nella BAA e nella NBA.